# Vila Chã (Ponte da Barca)
Vila Chã (llamada oficialmente União das Freguesias de Vila Chã (São João Baptista e Santiago)) es una freguesia portuguesa del municipio de Ponte da Barca, distrito de Viana do Castelo.

## Historia
Fue creada el 28 de enero de 2013 en aplicación de una resolución de la Asamblea de la República de Portugal promulgada el 16 de enero de 2013 con la unión de las freguesias de Santiago de Vila Chã y São João Baptista de Vila Chã, pasando su sede a estar situada en la antigua freguesia de São João Baptista de Vila Chã.

## Demografía
| Gráfica de evolución demográfica de Vila Chã (São João Baptista e Santiago) entre 2011 y 2021 |
|                                                                                               |
| Datos según el nomenclátor publicado por el INE portugués.                                    |